# Chiesa dell'Ospedale degli Incurabili
La chiesa dell'Ospedale degli Incurabili o del Santissimo Salvatore degli Incurabili era un edificio religioso di Venezia demolito nel 1831. Si trovava all'interno del grande chiostro dell'Ospedale posto lungo le Zattere, in quel tratto dette appunto agli Incurabili, vicino alla ora dismessa chiesa dello Spirito Santo.

## Storia
La storia di questa chiesa si accompagnò alle complesse vicende dell'istituzione dell'Ospedale degli Incurabili fino al passaggio del complesso ad una destinazione diversa da quella assistenziale, evento che comportò la demolizione dell'edificio sacro.
Non è nota la precisa data della fondazione della chiesa, cosa che avvenne certamente intorno al primo quarto del Cinquecento, quando si istituì l'Ospedale e si pensò di dotarlo di un oratorio dapprima in legno e poi trasformato in muratura. Nel 1523 ne era stato concessa la costruzione ma per quanto fosse comunque in uso nel 1531 non risultava ancora finito.

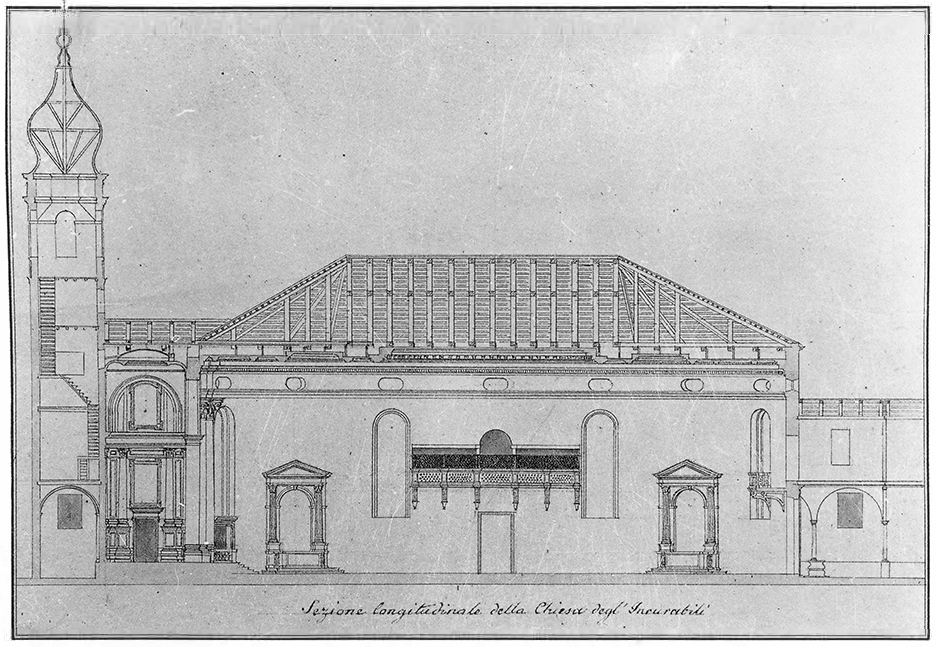
Francesco Wcowich-Lazzari, 1820 circa, Rilievo sezione longitudinale della chiesa degli Incurabili

Nemmeno è noto con sicurezza l'autore del progetto del definitivo edificio in muratura a causa delle contraddizioni tra le fonti storiche. Vengono citati Jacopo Sansovino, comunque considerato come ispiratore (il figlio Francesco non manca di precisare «su modello del Sansovino»), il cavaliere Antonio Zantani, committente dell'edificio in quanto deputato sopra le fabbriche e certamente addentro alle questioni edilizie ma non architetto conclamato, e Antonio Da Ponte che, invece sicuramente documentato, si limitò a portare a termine l'opera pur naturalmente con qualche aggiornamento rispetto all'ipotetica idea sansoviniana. Nel 1566 erano già stati alzati i muri perimetrali e nel 1568 fu possibile costruire il tetto grazie ad un nuovo finanziamento del senato; la chiesa venne però consacrata ed intitolata al Santissimo Salvatore soltanto nel 1600. Nel 1573 esisteva già una cantoria riservata alle orfanelle ma nel 1647 venne sostituita da tre grandi balconate collegate da altrettanti ponti al piano superiore dell'ospedale. Risalgono al 1721-1722 gli ultimi interventi edilizi nella chiesa con la sostituzione del vecchio altar maggiore in legno con una più complessa "macchina" barocca ad opera di Domenico Rossi.
La chiesa passò con l'ospedale, assieme a tutte le altre simili istituzioni veneziane a seguito delle riorganizzazioni napoleoniche, sotto la competenza unica della locale Congregazione di Carità. Nel 1819 il complesso fu richiesto dall'amministrazione militare austriaca. La chiesa fu dapprima spogliata per utilizzarla come magazzino e venne infine completamente demolita nel 1831.

## Descrizione

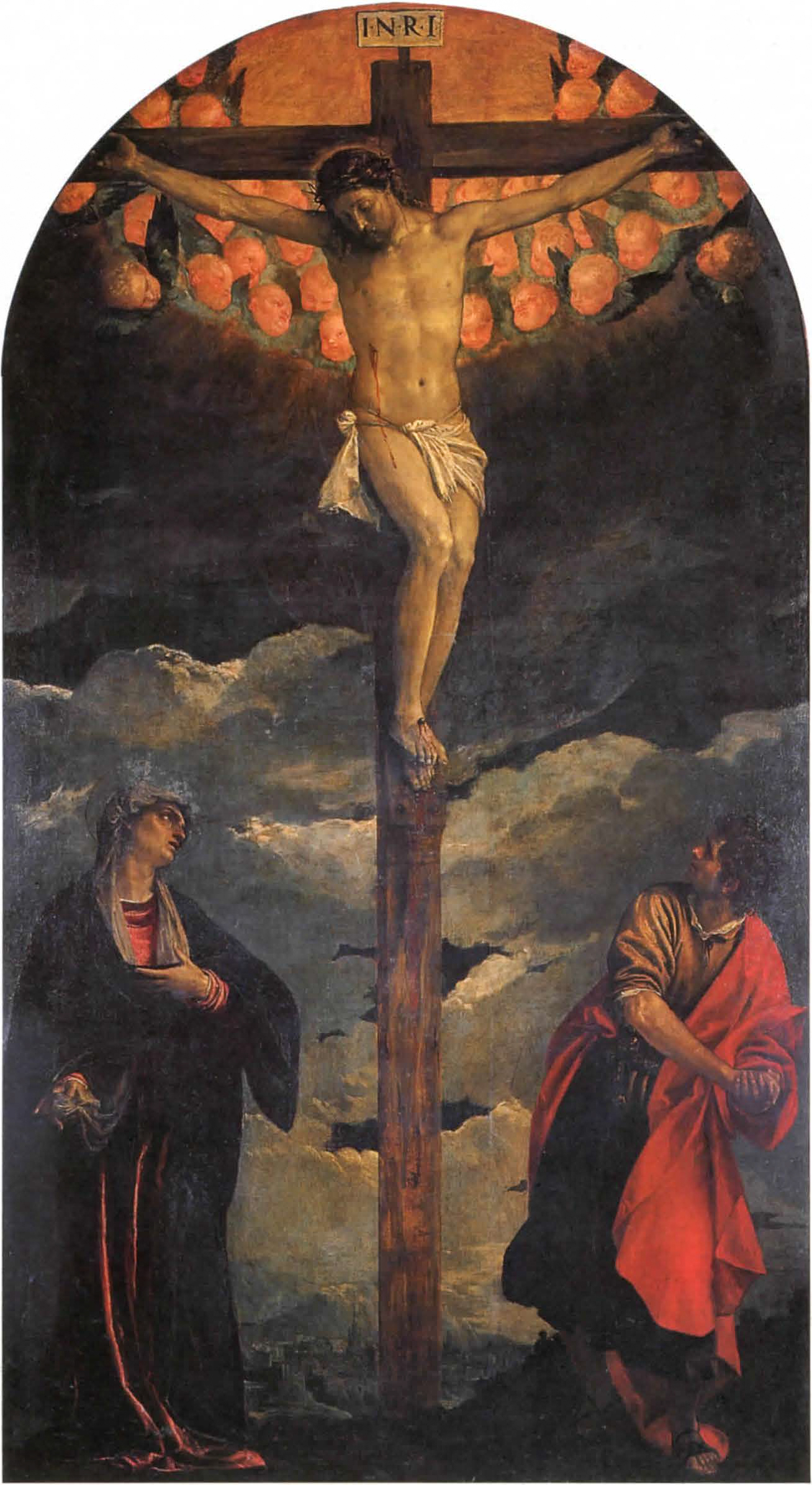
Paolo Veronese, Crocifisso, 1580 circa, Venezia, Chiesa di San Lazzaro dei Mendicanti già nella chiesa degli Incurabili.

A differenza delle altre chiese ospedaliere veneziane il Santissimo Salvatore non era affacciata sulla strada ma completamente inclusa nell'ampio chiostro. Era tuttavia una chiesa pienamente accessibile e frequentata da fedeli esterni mentre i pazienti infetti ne erano esclusi. Per il conforto spirituale di questi erano stati invece sistemati alcuni altari in testa alle corsie dell'ospedale.
È interessante la concezione planimetrica della chiesa dagli angoli ampiamente smussati, fino a formare quasi un ovale, che si suppone pensata per fungere al meglio da cassa armonica o più prosaicamente a lasciare spazio sufficiente all'alimentazione piovana dei quattro verso gli angoli del chiostro. Il presbiterio, sopraelevato per sei gradini, era completamente addossato al lato settentrionale dell'ospedale mentre le altre pareti giungevano a circa tre metri e mezzo metri dai porticati. Lo sviluppo in altezza era stato limitato allo scopo di non togliere troppa luce alle camerate.

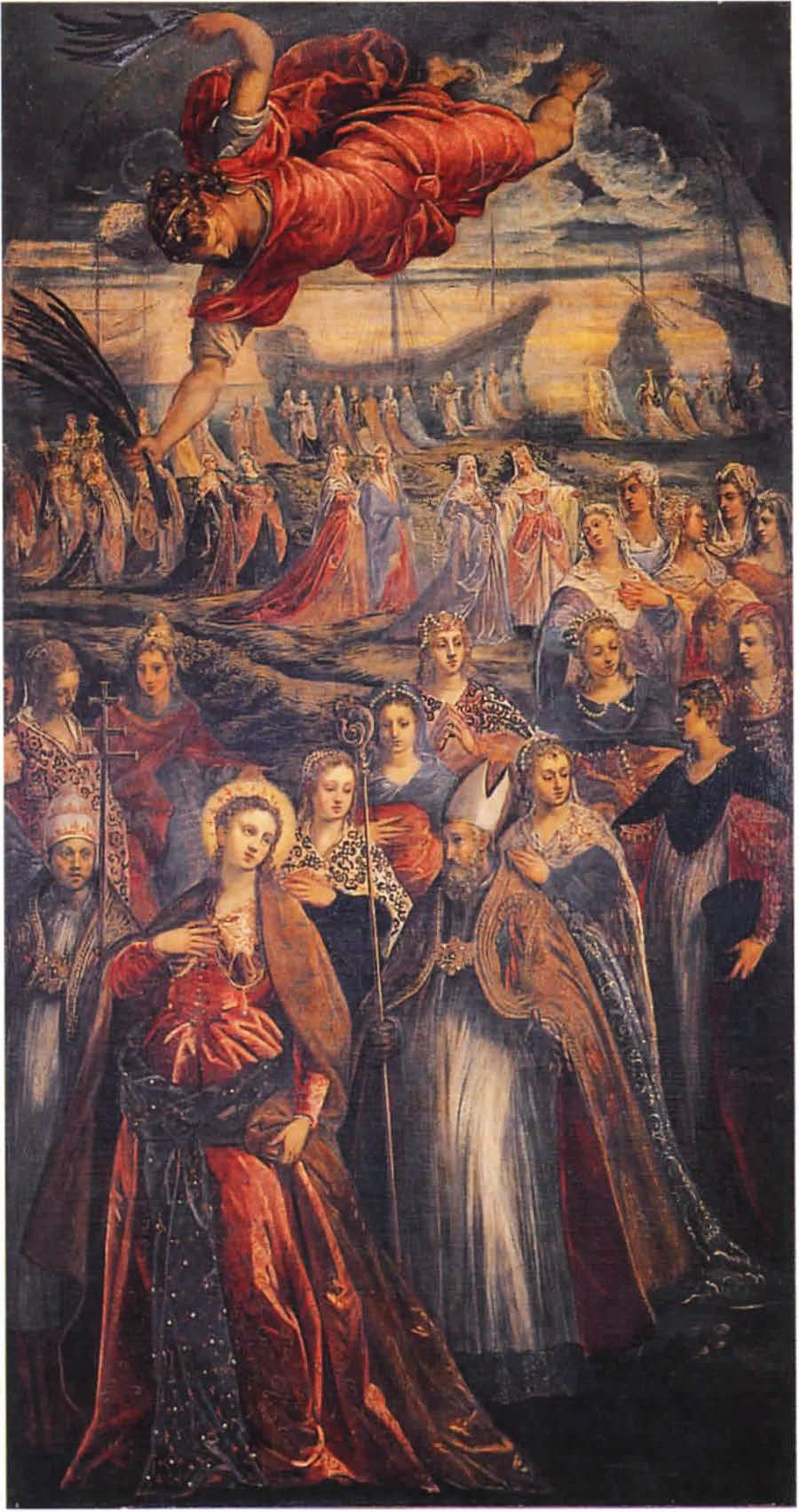
Jacopo Tintoretto e bottega, Sant'Orsola e le undicimila Vergini, Venezia, chiesa di San Lazzaro dei Mendicanti già nella chiesa degli Incurabili.

L'interno risultava inizialmente piuttosto austero, illuminato da otto alte finestre centinate che si sommavano a quindici bassi oculi ovali posti tra un cornicione ed il soffitto piatto. Quattro semplici altari in pietra ne ornavano i lati mentre l'altar maggiore in legno restò provvisorio fino al secondo decennio del Settecento. Di come fossero impostati secondo il gusto sansoviniano tre degli altari laterali abbiamo una precisa idea in quanto due vennero trasferiti e rimontati nella chiesa dei Cavalieri di Malta: delimitati da colonne rudentate dai capitelli compositi e sormontati da un timpano. Del quarto, quello all'immediata sinistra dell'ingresso, possiamo solo notare delle marcate differenze nella rappresentazione in pianta.
Per il periodo tardo cinquecentesco abbiamo notizia da Francesco Sansovino (1581) di tre quadri sugli altari minori tutti fortunatamente sopravvissuti e prima della demolizione spostati nella chiesa di San Lazzaro dei Mendicanti. Della pala di Sant'Orsola e le undicimila Vergini, collocata sul primo altare a destra, è stata diffusamente discussa l'autografia di Jacopo Tintoretto e si preferisce evidenziarne gli aiuti di bottega; si tratta di un soggetto non comune in quel periodo e ne viene supposta la motivazione nel ricordo della presenza di Angela Merici presso l'ospedale (di cui era anche stata proposta come priora) e della allora recente conferma delle regole delle Orsoline da parte di Carlo Boromeo. La composta pala del Cristo crocifisso con la Vergine e san Giovanni è un'opera della maturità del Veronese fortemente ispirata a quella di Jacopo Bassano con il medesimo tema, ora a Casier. La pala dell'Annunciazione, erroneamente attribuita da Sansovino sempre al Veronese, è stata successivamente identificata come opera del romano Giuseppe Porta detto il Salviati; era situata sul primo altare a sinistra «dietro l'immagine del Rosario», il che assieme alla diversa rappresentazione nella pianta di Wcowich-Lazzari suggerisce l'originaria presenza di una statua.
Dopo la pubblicazione del Sansovino, fra la fine del Cinquecento ed i primi decenni del Seicento fu completato l'arredo degli altari. Sull'ultimo altare minore, quello a destra del maggiore, fu posta la perduta pala di Johann Rottenhammer (o per alcuni dell'altro seguace del Tintoretto Maarten de Vos) dedicata a santa Cristina «con due angeletti che portano la corona e la palma, e in lontano evvi il martirio di essa Santa». Nel presbiterio venne posta la pala Ecce Homo e santi Rocco e Lazzaro di Matteo Ingoli, un San Giovanni Evangelista di Sante Peranda e sul soffitto una gloria d'angeli dell'Aliense. Nel 1616 anche l'altar maggiore venne rifatto in legno ma altare e tutti i dipinti furono eliminati con il successivo rifacimento nel primo Settecento. Nello stesso periodo furono commissionate a diversi autori le tele dei dodici apostoli che vennero poste in alto, tutto attorno alla chiesa. Sopravvivono sei pezzi di questa serie, conservati alla Gallerie dell'Accademia: Sant'Andrea di Giovanna Garzoni, San Bartolomeo e San Giacomo Maggiore di Andrea Vicentino (ll secondo solo attribuito), San Matteo e San Giacomo Minore di Palma il Giovane. Oltre a questi superstiti le fonti ci ricordano anche San Paolo di Maffeo Verona e un altro apostolo non definito di Domenico Tintoretto.

Alessandro Varotari detto il Padovanino, Parabola delle vergini sagge e delle vergini stolte, prima metà del XVII secolo, Venezia, Gallerie dell'Accademia già nella chiesa degli Incurabili.

Nel 1628 i governatori dell'ospedale commissionarono una più programmatica decorazione sul soffitto della chiesa, con uno scopo espressamente educativo sia per gli orfani ricoverati, sia per i gestori dell'ospedale. Di questa concezione ci resta la traccia nel manoscritto dell'anonimo relatore incaricato come esperto:
Indicazioni diligentemente seguite una decina d'anni dopo posizionando nel nuovo soffitto a lacunari dorati tre grandi ovali circondati da comparti minori: la Parabola dell'ospite indegno alle nozze di Bernardo Strozzi era verso il presbiterio, la Parabola delle Vergini sagge e stolte del Padovanino era dall'altro lato, vicino all'ingresso principale. Al centro era il comparto maggiore con il Paradiso, che iniziato da Sante Peranda, alla morte di questi fu finito da Francesco Maffei. In parte al Maffei e in parte a Giuseppe Alabardi sono attribuibili i comparti minori di contorno con i monocromi delle virtù. Di questo complesso ci rimangono soltanto, nei depositi delle Gallerie dell'Accademia, il quadro del Padovanino ed alcuni frammenti di quello dello Strozzi.

Al terzo quarto del Seicento sono assegnabili una decina di tele a tema neotestamentario di Joseph Heintz, tutte perdute: l'Ultima Cena e la Lavanda dei piedi poste ai fianchi esterni dal presbiterio e le altre, fra cui l'Incontro di Gesù con la Veronica, il Miracolo della mula di Sant'Antonio di Padova, l'Incoronazione di spine e la Risurrezione di Cristo, erano sparse attorno alla chiesa. 

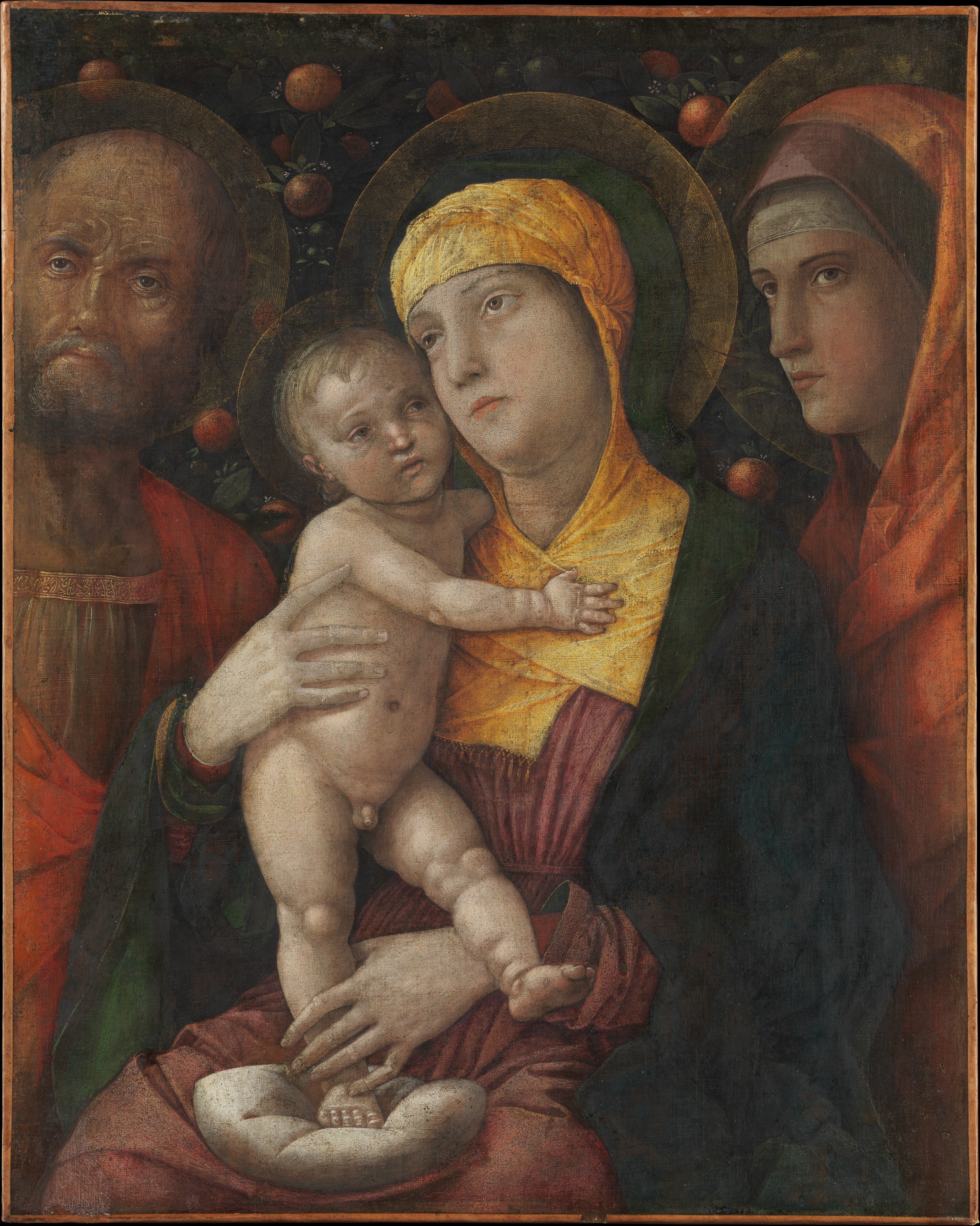
Andrea Mantegna, Sacra Famiglia con Maria Maddalena, New York, Metropolitan Museum.

Alla fine del primo decennio del Settecento è ascrivibile un'altra tela perduta: un grande quadro di Andrea Celesti posto sopra il balcone del coro e raffigurante un non meglio definito «sagrifìzio della legge antica».
Fra il 1719 e il 1722 fu completamente ristrutturato il presbiterio, su progetto di Domenico Rossi. La cupoletta venne dipinta a fresco in monocromo dal decoratore Angiolo Rosis, l'altare, questa volta interamente in pietra, fu ornato con una statua del Redentore e due angeli a tutto tondo di Giuseppe Torretti, scultore che provvide anche al paliotto in bassorilievo con la Parabola del buon samaritano, Girolamo Brusaferro dipinse una pala con una Gloria e Abbondio Stazio finì l'ornato con i suoi stucchi. I dipinti e gli stucchi sono scomparsi mentre le parti marmoree furono acquistate nel 1836 dal vescovo di Ceneda e utilizzate per comporre due altari nella cattedrale di Vittorio Veneto.
Oltre a queste opere documentatamente realizzate per la chiesa, le guide storiche ci tramandano due dipinti precedenti alla fondazione della stessa e giuntivi in qualche modo in possesso, forse grazie a donazioni seicentesche. Per entrambe lo Zanetti esprime qualche perplessità e onestamente rimanda al giudizio dei «conoscitori». Una era la Sacra Famiglia con Maria Maddalena, una piccola tavola del Mantegna che, conservata nella sagrestia, era nei secoli XVII e XVIII l'unica opera dell'artista presente in Venezia; parte della critica la riconosce nel dipinto conservato al Metropolitan Museum (sebbene qualcuno la consideri un lavoro di scuola). L'altra era un Cristo portacroce che Boschini presentava sicuramente come di Giorgione, molto simile a quello di San Rocco, e proprio per questo lo Zanetti lasciava l'attribuzione sospesa – attribuzione ormai impossibile per la perdita dell'opera.